# 菓子野町
菓子野町（かしのちょう）は、宮崎県都城市の町丁。郵便番号は885-0111。2021年7月1日時点では人口は1,690人、世帯数は712世帯である。

## 地理
市の中央部に位置し、北は山田町中霧島に、南は乙房町に、西は庄内町に、東は野々美谷町に接する。
菓子野町の北部と南部に水田が東西に発展しており、集落は水田に挟まれるように存在している。古くから、集落が存在していたとされ、古墳時代の人骨や刀、土器が発掘された。
また、集落の北西部には慶長4年におきた庄内の乱において16歳で戦死した富山十次郎の死を惜しみ、新納忠元が歌を添えて植えたとされる稚児桜がある。

### 河川
- 庄内川

## 交通

### 鉄道
東にJR吉都線が通っているが、域内に鉄道駅はない。最寄駅は谷頭駅（JR吉都線）が挙げられる。

### 道路
- 宮崎県道42号都城野尻線
- 宮崎県道45号御池都城線
- 宮崎県道420号中方限庄内線

## 学区
公立学校の場合、小学校は都城市立菓子野小学校に、中学校は都城市立庄内中学校に進学する。

## 施設
- 都城市立菓子野小学校
- 庄内古墳

## 人口
都城市ホームページによると、2021年（令和3年）7月1日時点での域内の人口は以下の通りである。
| 世帯数  | 男    | 女    | 計      |
| ------- | ----- | ----- | ------- |
| 712世帯 | 811人 | 879人 | 1,690人 |